# Anguilla (eiland)

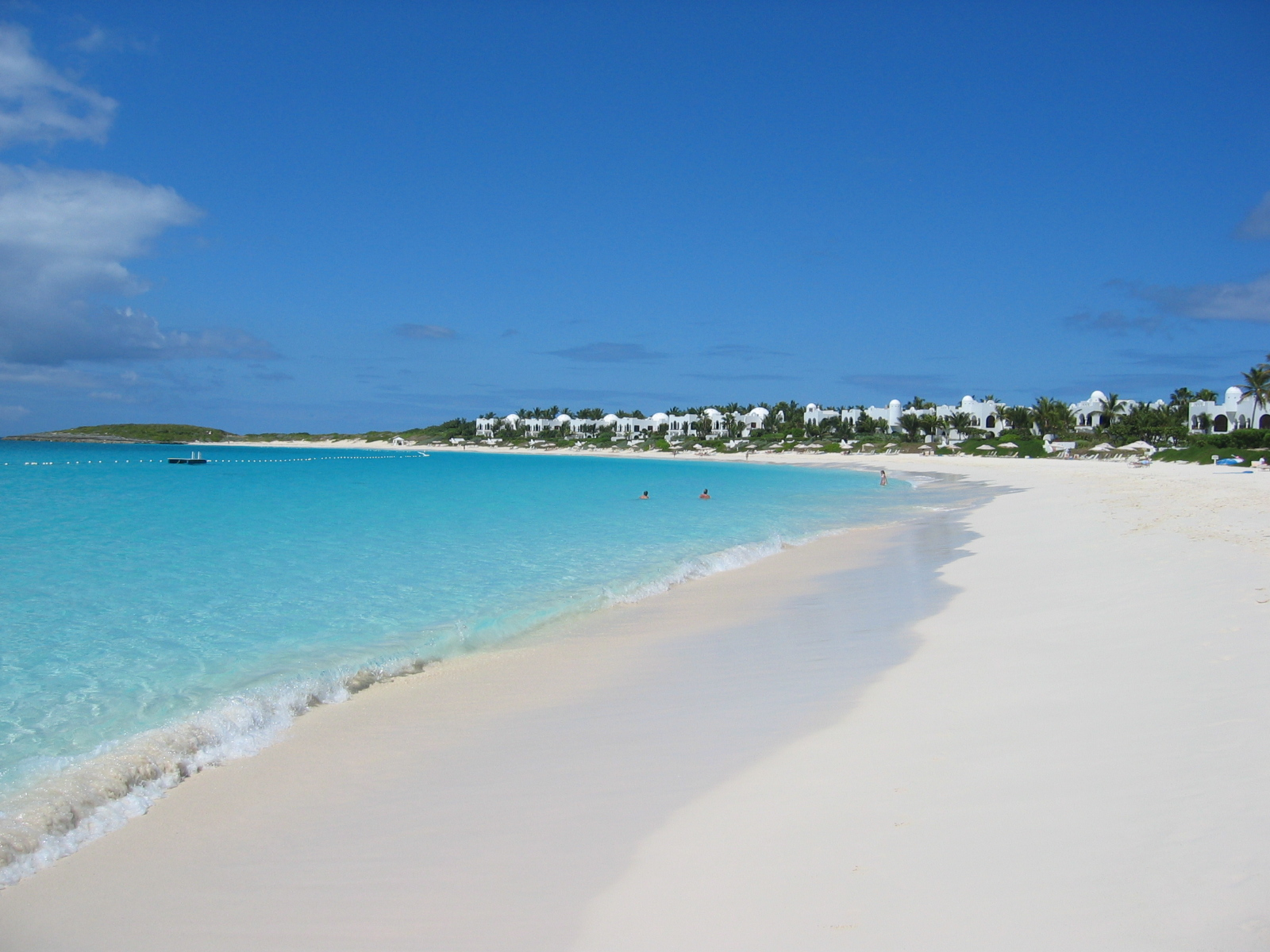
Het strand van Maunday's Bay

Anguilla is een eiland in de Caribische Zee dat behoort tot de Kleine Antillen en deel uitmaakt van de Britse overzeese gebieden.

## Geschiedenis
Anguilla is waarschijnlijk sinds 1300 voor Christus bewoond door de Cariben. De oudste restanten van een nederzetting daarvan stammen uit 600. De grot van Fountain Cavern bevat petrogliefen. Scherven van aardewerk in de grot zijn gedateerd tussen 400 en 1200 n.Chr. Ook in Big Spring bij Island Harbour zijn petrogliefen aangetroffen in een voormalige grot, en zijn gedateerd tussen 600 en 1200 n.Chr. Het eiland is volgens sommigen ontdekt door Christoffel Columbus in 1493, zeker is dat de Fransman Pierre Laudonnaire in 1565 het eiland aandeed.
De eerste koloniale macht die aanspraak maakte op het eiland, was de Nederlandse West-Indische Compagnie in 1631. Zij begonnen er in dat jaar met het bouwen van een klein fort. De Spanjaarden veroverden in 1633 het eiland, en verwoestten het fort. De stenen hiervan werden door de Nederlanders gebruikt om een ander fort op het naastgelegen Sint Maarten te repareren. Van het voormalige Nederlandse fort zijn echter geen sporen gevonden, en de locatie ervan is onbekend.
In 1650 werd het eiland gekoloniseerd door Britse kolonisten, afkomstig van Saint Kitts. Zij begonnen met het verbouwen van maïs en tabak. In 1656 werden zij echter verdreven door de Cariben en in 1666 bezette Frankrijk het eiland. Een jaar later werd het eiland weer Brits bij de Vrede van Breda. Er bleven echter onenigheden tussen de Britten en Fransen, zoals blijkt uit het feit dat vanuit Anguilla het Franse deel van Sint Maarten tussen 1744 en 1748 werd bezet.
De Britten wilden op het eiland een aantal plantages oprichten, en daarvoor werd een aantal slaven aangevoerd uit Afrika. Door het ongunstige klimaat en de arme bodem werd dit geen succes. Na de afschaffing van de slavernij in 1834 gingen de meeste plantage-eigenaren daarom terug naar Europa, en lieten de voormalige slaven aan hun lot over. De populatie daalde hierna van 10.000 naar 2.000 inwoners. Aanvankelijk maakte de kolonie deel uit van Antigua, maar later werd ze onder het bestuur van Saint Kitts geplaatst in de kolonie Saint Christopher, Nevis en Anguilla.
Deze confederatie kreeg op 27 februari 1967 zelfbestuur. De inwoners van Anguilla voelden zich echter achtergesteld ten opzichte van de andere eilanden en zagen dit zelfbestuur als een mogelijkheid tot afscheiding. Zo waren er in 1967 geen verharde wegen, was er geen elektriciteit, geen telefoon, geen waterleiding en geen havenfaciliteiten.
Op 30 mei 1967 werden de politieagenten teruggestuurd naar Saint Kitts. Op 11 juli 1967 werd een referendum gehouden voor onafhankelijkheid. De separatisten wonnen met een overweldigende meerderheid: 1813 stemmen voor en slechts 5 stemmen tegen. De Britten weigerden. Er werd wel een interim-regering opgezet, waarbij Anguilla gedurende een jaar gedeeltelijk zelfbestuur kreeg. In dat jaar probeerden Anguilla en de regering van de confederatie een compromis te sluiten. Dit mislukte en nadat een tweede referendum was gehouden in 1969 (uitslag: 4 voor en 1739 tegen terugkeer naar de confederatie) werd de onafhankelijke republiek Anguilla uitgeroepen. Nadat 400 Britse parachutisten op 19 maart 1969 de orde herstelden (het enige verzet bestond uit spugen en schelden) werd Anguilla de facto een aparte kolonie. De parachutisten werden snel gevolgd door technici van het leger die de achterstanden op infrastructureel gebied wegwerkten.
Uiteindelijk werd Anguilla op 19 december 1980 dan toch officieel afgescheiden van Saint Christopher en Nevis, en werd het een apart overzees gebiedsdeel van het Verenigd Koninkrijk.

## Politiek
Sinds 1980 heeft Anguilla een eigen bestuur. Het staatshoofd is de Britse koning Charles III, die wordt vertegenwoordigd door een gouverneur. De regering bestaat momenteel uit de partij: Anguilla Progressive Movement. Het hoofd van deze regering is de Chief Minister.
- Gouverneur: Ms Dileeni Daniel Selvaratnam (2020)
- Premier: Dr Lorenzo Webster (2020)

## Geografie
Anguilla is gelegen ten oosten van Puerto Rico en de Maagdeneilanden, ten noorden van Sint Maarten en maakt deel uit van de Kleine Antillen. Het eiland is vlak en er is weinig vegetatie te vinden aangezien de bodem vrij arm is.
Anguilla is onderdeel van de Anguillabank, een vulkaanboog waarvan Saint-Barthélemy, Sint Maarten, en Anguilla de zichtbare hoofdeilanden vormen. De vulkanen waren 39 tot 43 miljoen jaar geleden actief, en het eiland is het resultaat van vulkaanuitbarstingen. Het bestaat voornamelijk uit kalksteen, klastisch gesteente en zand. De bank vormde oorspronkelijk één eiland, maar een gedeelte is onder water komen te staan, en drie hoofdeilanden met vele kleine eilandjes en rotspunten zijn overgebleven.

### Districten
Anguilla is onderverdeeld in 14 districten:
| District       | Inwoners (2011) |
| -------------- | --------------- |
| Blowing Point  | 870             |
| East End       | 671             |
| George Hill    | 879             |
| Island Harbour | 988             |
| North Hill     | 464             |
| North Side     | 1.980           |
| Sandy Ground   | 230             |
| Sandy Hill     | 636             |
| South Hill     | 1.722           |
| Stoney Ground  | 1.549           |
| The Farrington | 624             |
| The Quarter    | 959             |
| The Valley     | 1.067           |
| West End       | 813             |

### Eilanden
Rond het eiland liggen een aantal onbewoonde eilanden, waarvan de meeste klein zijn. De volgende zijn het bekendst:
- Anguillita
- Dog Island
- Prickly Pear Cays
- Sandy Island
- Scrub Island
- Seal Island
- Sombrero (ook wel: Hat Island)

### Flora en Fauna
Anguilla is vanwege het droge platte landschap vooral de groeiplek van soorten succulenten, cactus, mangrove en bromelia. De manzanillaboom is kenmerkend voor de vegetatie. Er leven ongeveer 145 soorten vogels zoals het suikerdiefje, de bruine pelikaan en de fregatvogel. Acht soorten vleermuizen zoals de jamaicavruchtenvampier leven op het eiland. Anolissen, karetschildpad en groene leguanen zijn reptielen van Anguilla, waarvan de Anolis gingivinus een endemische soort is.
In 2022 had Anguilla 7 beschermde natuurgebieden. Het is de bedoeling dat eilanden Dog Island, Prickly Pear Cays, Sandy Island, de koraalriffen rond Island Harbour en Shoal Bay en het zeegrasgebied Little Bay samen worden gevoegd tot één nationaal marine park. Sombrero en Junks Hole blijven gescheiden, omdat die gebieden zowel een culturele als ook een ecologische waarde hebben. Het zoutmeer East End Pond dat periodiek droog valt is ook een beschermd natuurgebied.

### Musea
In East End bevindt zich het Heritage Museum Collection Anguilla en biedt een overzicht van de geschiedenis van het eiland. Het Wallblake House in The Valley is een voormalige plantagehuis uit 1787 dat is ingericht als erfgoedmuseum. Voor de kust van Anguilla ligt El Buen Consejo, een wrak van een Spaans galjoen uit 1760, dat onder water te bezichtigen is.

### Stranden
Anguilla beschikt over 33 stranden die allemaal vrij toegankelijk zijn. De bekendste stranden zijn:
- Little Bay
- Maunday's Bay
- Prickly Pear Cays
- Sandy Ground
- Sandy Island
- Shoal Bay

## Bevolking
Volgens de volkstelling van 2011 wonen er 13.572 mensen op het eiland Anguilla, waarvan 6.707 mannen en 6.865 vrouwen.
| Jaar     | 1960  | 2001   | 2011   |
| -------- | ----- | ------ | ------ |
| Inwoners | 5.810 | 11.430 | 13.572 |

De meerderheid van de bevolking stamt af van slaven uit Afrika (85%). Voor de rest wonen er Hispanics (5%), mensen van gemengde afkomst (4%),  blanken/Europeanen (3%), Indiërs (1%), Chinezen (0,5%) en indianen (0,3%).

### Religie
De meeste inwoners zijn christelijk (92%) behorend tot allerlei christelijke denominaties, waarvan de Anglicaanse Kerk (23%), het methodisme (19%), de Pinkstergemeente (11%), de zevendedagsadventisten (8%), het baptisme (7%) en de Rooms-Katholieke Kerk (7%) het omvangrijkst zijn. Naast het christendom treft men ook andere godsdiensten aan op Anguilla, zoals het hindoeïsme, rastafari, jodendom en de islam.

## Economie

Exports in 2019

De droge en onvruchtbare bodem maken Anguilla ongeschikt voor landbouw. Visserij is een belangrijk onderdeel van de economie, maar het meeste voedsel wordt geimporteerd. Toerisme en offshorebankieren vormen de basis van de economie, en het land staat bekend als een belastingparadijs. Anguilla heeft een fors handelstekort. Het merendeel van de exports bestaat uit producten van de farmaceutische industrie. De grootste handelspartner is Chili zowel voor im- en exports. Toerisme is belangrijk, maar cruiseschepen zijn niet welkom op Anguilla, en alle stranden zijn openbaar.
Het land heeft de internetdomeinnaam "ai", die sinds de opkomst van de kunstmatige intelligentie (AI) lucratief is geworden.

## Transport
Anguilla wordt bediend door de Clayton J. Lloyd International Airport in The Valley, maar het is een luchthaven van gemiddelde grootte. In 2021 werd het vliegveld uitgebreid om Trans-Atlantische vluchten te kunnen afhandelen. Er vertrekken veerboten van Blowing Point naar Marigot en Philipsburg op Sint Maarten, en de meeste toeristen maken gebruik van de veerboot. Er is op het eiland geen openbaar vervoer, en het verkeer rijdt links. Toeristen die zelf een voertuig gaan besturen zoals een huurauto dienen een tijdelijk Anguilaans 'drivers permit' (rijvergunning) te kopen, dat kan na tonen van een buitenlandse id kaart en rijbewijs na aankomst in de haven van de veerboot.

## Galerij

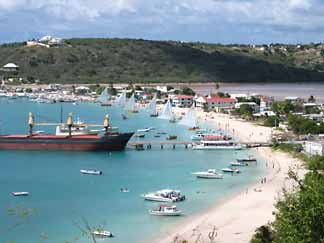
Haven van Sandy Ground
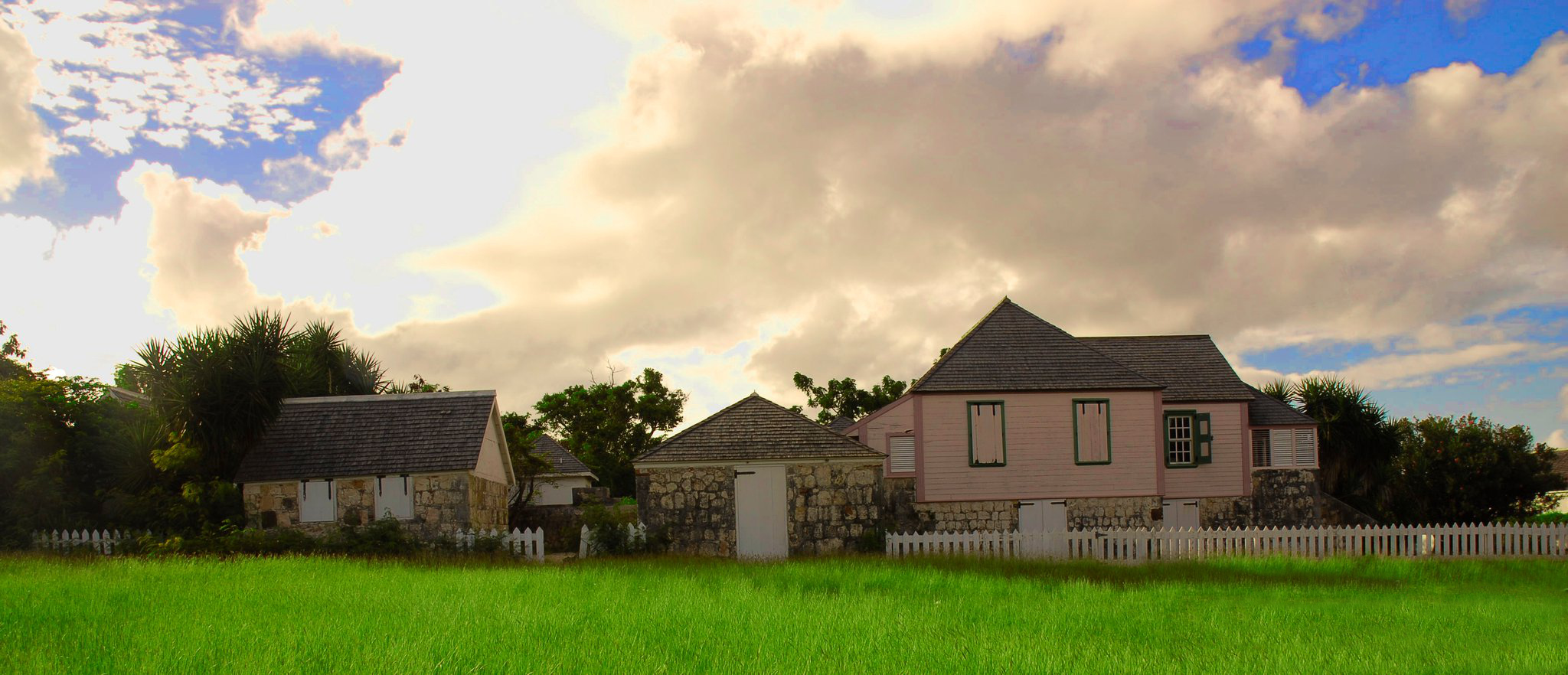
Wallblake House
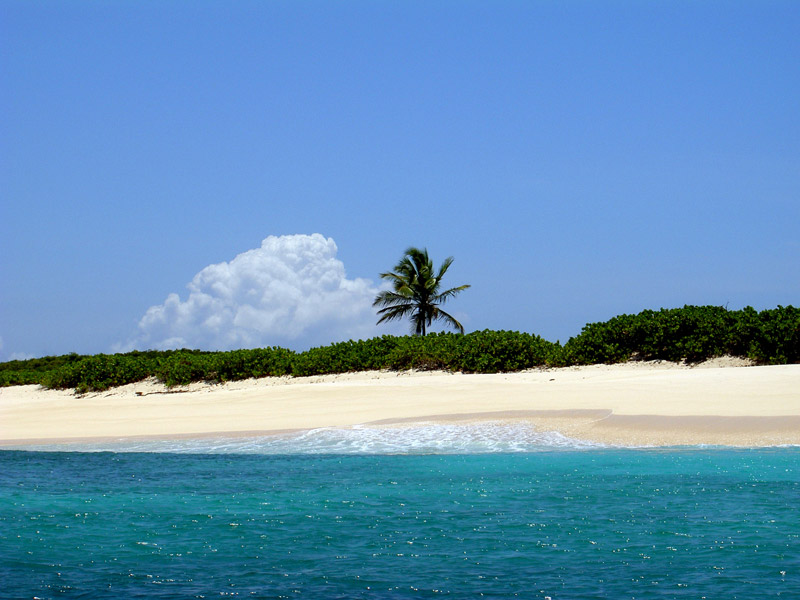
Scrub Island
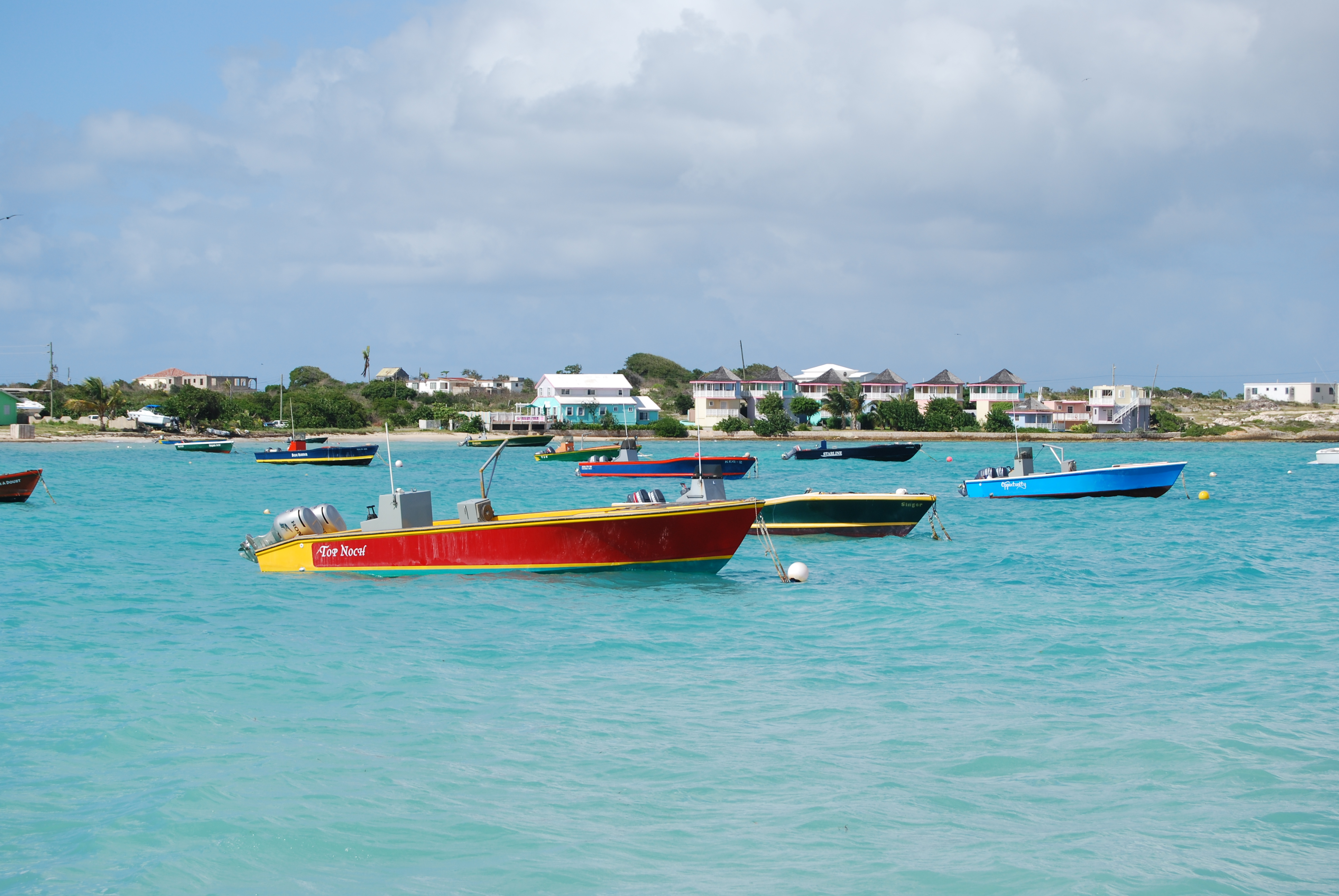
Boten in Island Harbour

Anguilla · Prickly Pear Cays · Sandy Island · Scrub Island · Sombrero
Antigua en Barbuda · Bahama's · Barbados · Belize · Canada · Costa Rica · Cuba · Dominica · Dominicaanse Republiek · El Salvador · Grenada · Guatemala · Haïti · Honduras · Jamaica · Mexico · Nicaragua · Panama · Saint Kitts en Nevis · Saint Lucia · Saint Vincent en de Grenadines · Trinidad en Tobago · Verenigde Staten

Land van het Koninkrijk der Nederlanden: Aruba · Curaçao · Sint Maarten

Nederlands openbaar lichaam: Bonaire · Sint Eustatius · Saba

Frans overzees departement: Guadeloupe · Martinique

Overzees gebied van het Verenigd Koninkrijk: Anguilla · Bermuda · Britse Maagdeneilanden · Kaaimaneilanden · Montserrat · Turks- en Caicoseilanden

Overige gebieden: Amerikaanse Maagdeneilanden · Clipperton · Groenland · Puerto Rico · Saint-Barthélemy · Saint-Martin · Saint-Pierre en Miquelon
Akrotiri en Dhekelia · Anguilla · Bermuda · Brits Antarctisch Territorium · Brits Indische Oceaanterritorium · Britse Maagdeneilanden · Falklandeilanden · Gibraltar · Kaaimaneilanden · Montserrat · Pitcairneilanden · Sint-Helena, Ascension en Tristan da Cunha · Turks- en Caicoseilanden · Zuid-Georgia en de Zuidelijke Sandwicheilanden
Brits Kroonbezit: Guernsey · Jersey · Man